# Downpicking
 (mars 2022).
 (mars 2022).
Si vous disposez d'ouvrages ou d'articles de référence ou si vous connaissez des sites web de qualité traitant du thème abordé ici, merci de compléter l'article en donnant les références utiles à sa vérifiabilité et en les liant à la section « Notes et références ».
Le downpicking est un terme anglais désignant une technique utilisée sur les instruments à cordes pincées. Elle consiste en déplacer le médiator de haut en bas contre une ou plusieurs cordes (downstroke) afin de les faire vibrer sans ajouter de upstrokes (bas en haut).
Le downpicking est souvent employé dans le hard rock afin de créer un son puissant et agressif. James Hetfield, guitariste de Metallica est connu pour l'utilisation de cette technique à une vitesse de plus de 200bpm dans des chansons telles que Master of Puppets.